# Wilhelm Tkaczyk
Wilhelm Tkaczyk (geboren am 27. Februar 1907 in Zabrze; gestorben am 2. Dezember 1982 in Berlin) war ein deutscher Dichter, Übersetzer und Bibliothekar.

## Leben
Wilhelm Tkaczyk war der uneheliche Sohn einer Magd. Nach einer Lehre in einer Draht- und Seilfabrik wurde er arbeitslos und Gelegenheitsarbeiter. Er schrieb ab 1923 erste Gedichte, die in sozialdemokratischen, später in kommunistischen Zeitungen veröffentlicht wurden. 1926 trat er der KPD bei. 1928 wurde er Mitglied im Bund proletarisch-revolutionärer Schriftsteller und Leiter von dessen Ortsgruppe in Oberschlesien. 1933 wurde er von den Nationalsozialisten für einige Zeit in Haft genommen und es wurden alle seine Manuskripte beschlagnahmt. Danach arbeitete er wieder als einfacher Arbeiter und bildete sich zum Bibliothekar fort. Wegen illegaler Arbeit wurde er 1939 zur Wehrmacht eingezogen. 1945 kam er in sowjetische Kriegsgefangenschaft und in eine Antifa-Schule. 1946 kehrte er nach Berlin zurück. Von 1946 bis 1972 war er Bibliothekar des Deutschen Kulturbundes. Tkaczyk wurde wegen seiner Gedichte und seiner Übersetzungen bekannt.

## Ehrungen
- 1973 Johannes-R.-Becher-Medaille
- 1979 Nationalpreis der DDR

## Werke
- Fabriken – Gruben. Gedichte. Hrsg. von Johannes R. Becher.  Heidrich, Magdeburg 1932.
- Wir baun uns eigne Himmelswiesen. Gedichte.  Volk und Welt, Berlin 1958. (=Antwortet uns! 13)
- Auf dieser Erde. Gedichte. Nachdichtungen. Mitteldeutscher Verlag, Halle (Saale) 1963.
- René Schwachhofer. Wilhelm Tkaczyk: Spiegel unseres Werdens. Mensch und Arbeit in der deutschen. Dichtung von Goethe bis Brecht. Unter Mitarbeit von Bruno Brandl und Günther Deicke. Verlag der Nation, Berlin 1969.
- Regenbogenbaldachin. Gedichte. Mit farbigen Holzschnitten von Christine Schneider. Mitteldeutscher Verlag, Halle (Saale) 1970. (2. Aufl. 1976)
- Der Tag ist groß. Dichtungen und Nachdichtungen. Gesammelte Werke in einem Band. Mitteldeutscher Verlag, Halle (Saale) 1972.
- Lastkahn mit bunter Fracht. Gedichte und kurze Prosa. Illustrationen von Thea Kowař. Mitteldeutscher Verlag, Halle (Saale) 1977.
- Wilhelm Tkaczyk. Auswahl von Richard Pietrass. Verlag Neues Leben, Berlin 1979 (=Poesiealbum 139)
- Meine Wolken sind irdisch. Gedichte. Mitteldeutscher Verlag, Halle (Saale) 1981.
- Rundflüge im Abendrot. Ausgewählte Gedichte. Mitteldeutscher Verlag, Halle (Saale) 1983.

## Übersetzungen und Nachdichtungen
- Mickiewicz. Ein Lesebuch für unsere Zeit.  Hrsg. Walther Victor. Thüringer Volksverlag, Wimar 1953.
- Arkady Fiedler: Rio de Oro. (Ins Deutsche übertragen von Wilhelm Tkaczyk. Illustrationen von Eberhard Binder) Verlag Neues Leben, Berlin 1955.
- Boris Kramarenko: Ruf aus den Sümpfen. Roman. (Deutsch von Gottfried J. Wojtek. Die Liedertexte wurden nachgedichtet von Wilhelm Tkaczyk). Kultur und Fortschritt, Berlin 1959.
- Muchtar Auesow: Über Jahr und Tag. Roman. (Aus dem Russischen übertragen von Ruprecht Willnow. Die Verse wurden nachgedichtet von Ruprecht Willnow und Wilhelm Tkaczyk.) Kultur und Fortschritt, Berlin 1961.
- Wladimir Giljarowski: Kaschemmen, Klubs und Künstlerklausen. Sittenbilder aus dem alten Moskau. (Übersetzt von Manfred Denecke). Die Verse wurden von Wilhelm Tkaczyk übertragen. Mit einem Nachwort von Fritz Mierau. Rütten & Loening, Berlin 1964.
- Stepan Slobin: Der Obrist des falschen Zaren. Historischer Roman. (Aus dem Russischen von Ursula Röhrig und Arno Specht. Nachdichtungen der Verse von Wilhelm Tkaczyk). Kultur und Fortschritt, Berlin 1966.
- Nikolaj Ognew: Das Tagebuch des Schülers Kostja Rjabzew. (Der deutschen Fassung liegt die Übersetzung von Maria Einstein zugrunde. Den Teil "Diebs-Vorposten" übersetzte Nelly Drechsler. Gesamtbearbeitung: Liesbeth Hoffmann. Nachdichtungen von Wilhelm Tkaczyk und Nelly Drechsler). Kultur und Fortschritt, Berlin 1967.
- Iwan Katajew: Der Poet. Das Herz. Zwei Novellen. (Aus dem Russischen von Harry Burck. Nachdichtungen von Mimi Barillot und Wilhelm Tkaczyk. Mit einem Nachwort von Nyota Thun). Volk und Welt, Berlin 1969 (=Spektrum)
- Magda Donászy: Die Vögel auf dem Weihnachtsbaum. (Nachdichtung der Gedichte von Wilhelm Tkaczyk. Übertragung der Märchen von Liane Dira. Zeichnungen von Károly Reich). Corvina Verlag, Budapest 1972.
- Jonas Avyžius: Zeit der verödeten Höfe. Roman. (Aus dem Litauischen von Irene Brewing. Nachdichtungen von Wilhelm Tkaczyk). Volk und Welt, Berlin 1974.
- Verwandlungen. Neue russische Novellen. Ausgewählt und mit biographischen Notizen versehen von Lola Debüser. Aus dem Russischen von Hilde Angarowa. Nachdichtungen von Wilhelm Tkaczyk. Volk und Welt, Berlin 1974.
- Agnija Barto: Laternchen. Gedichte für die Kleinsten. (Deutsch von Juri Elperin, Michail Schaiber und Wilhelm Tkaczyk). Progress, Moskau 1975.
- Boris Pankin: Über Abramow, Aitmatow, Ostrowski, Trojepolski und andere. Essays. (Aus dem Russischen von Hans-Joachim Lambrecht. Nachdichtungen von Wilhelm Tkaczyk) Volk und Welt, Berlin 1976.
- Wassyl Semljak: Das andere Babylon. Roman. (Aus dem Ukrainischen von Larissa Robiné. Nachdichtungen von Wilhelm Tkaczyk). Volk und Welt, Berlin 1977.
- Mussa Dshalil: Moabiter Hefte. Ausgewählt von Leonore Weist. Nachgedichtet von Helmut Preißler und Wilhelm Tkaczyk. Mit einem Geleitwort von Amina Dshalil und einem Nachwort von Raffael Mustafin. Ill. Volk und Welt, Berlin 1977.
- Julian Tuwim: Die verbummelte Nachtigall. Wunderbares und Erstaunliches. Illustrationen von Erika Klein. Nachdichtung aus dem Polnischen von Wilhelm Tkaczyk. Kinderbuchverlag, Berlin 1979.